# Pista falsa
Una pista falsa, també anomenada conclusió irrellevant, o d'arengada vermella (de l'anglès, red herring) és una fal·làcia lògica que es refereix a una maniobra de distracció que desvia l'atenció del tema tractat. També és un recurs literari que porta els lectors o personatges a una falsa conclusió, que s'empra freqüentment en els gèneres de misteri o ficció detectivesca.
L'origen de l'expressió té diverses teories. La saviesa convencional atribueix la frase a una tècnica de rastreig que usen els gossos en entrenament per seguir un rastre. No obstant això, una investigació lingüística suggereix que segurament va ser un recurs literari inventat el 1807 pel periodista anglès William Cobbett i mai va ser una pràctica de caça. La frase va ser presa més tard per proveir un nom formal a la fal·làcia lògica i al recurs literari.

## Recurs literari
En literatura, un red herring és una falsa pista que porta els lectors o personatges cap a una falsa conclusió.
Per exemple, el personatge del bisbe Aringarosa a El codi Da Vinci de Dan Brown és presentat durant la major part de la novel·la com si estigués implicat en les conspiracions de l'Església, però més tard es revela que havia estat enganyat pel veritable antagonista de la història. El nom del personatge és una vaga traducció italiana de red herring.

## Història del modisme anglésred herring
En sentit literal, no existeix cap peix anomenat red herring. Aquest modisme fa referència a un kipper especialment fort, un peix que ha estat curat en salmorra o fumat. Aquest procés fa que el peix produeixi una olor intensa i que, a causa de la salmorra, la seva carn es posi vermellosa. En el seu sentit literal de kipper curat, el terme es pot trobar a mitjans del segle xiii al poema "The Treatise" de Walter de Bibbesworth.
Fins fa poc, es pensava que el sentit figurat del red herring va sorgir d'una suposada tècnica per entrenar gossos de caça o recerca. Hi ha variacions de la història, però d'acord amb una versió, l'olorós kipper era arrossegat per terra fins que el cadell aprenia a seguir-ne el rastre. Quan els gossos creixien i se'ls ensenyava a seguir una olor més lleu, l'entrenador arrossegava un red herring per confondre l'animal. El gos finalment aprenia a seguir el rastre original, abans que l'olor més forta. Una etimologia alternativa es refereix a convictes pròfugs que utilitzaven l'olorós peix per confondre els gossos que els perseguien.
D'acord amb l'etimòleg Michael Quinion, el modisme s'origina en un article publicat el 14 de febrer de 1807 pel periodista radical William Cobbett.
En una crítica a la premsa anglesa, que havia informat erròniament de la derrota de Napoleó, Cobbett relatava que una vegada havia fet servir un red herring per despistar uns gossos. A això va afegir que «era només un efecte transitori del red herring polític; perquè, dissabte, l'olor es va refredar com una pedra». Quinion va concloure: «Aquesta història, i l'extensa repetició de Cobbett el 1833, va ser suficient per incrustar el sentit figurat del red herring a la ment dels seus lectors, per desgràcia també amb la falsa idea que el modisme provenia de la pràctica de la caça».

### Ús quotidià
Encara que Cobbett va fer famós el terme, no va ser el primer que va considerar usar el red herring perquè els gossos el rastregessin; trobem una referència més antiga al pamflet "Nashe's Lenten Stuffe" publicat el 1599 per l'escriptor Thomas Nashe, on diu «Per portar els gossos fins a un rastre, no hi ha res comparable a un red herring».
La utilització de l'areng per despistar els gossos en plena persecució va ser incorporat a l'episodi 148 de la sèrie MythBusters. Encara que el gos a la prova es va aturar per menjar-se l'areng i va perdre el rastre del fugitiu per un moment, finalment va ser capaç de tornar a localitzar el seu objectiu, fent que es classifiqués el mite com a fals.

## Exemple
Un exemple senzill de la fal·làcia és el següent:
- El que has fet no és moralment correcte
- I què és la moralitat?
- És un codi que divideix el que està bé i el que està malament
- I qui ho va crear?

Així ad infinitum...